# 읍원정
읍원정(揖遠亭)은 대한민국 전북특별자치도 정읍시 태인면 태흥리 152-2번지에 있는 정자이다. 2020년 11월 27일 정읍시의 향토문화유산 제18호로 지정되었다.

## 개요
읍원정(揖遠亭)은 조선 철종 6년(1855) 당시 태인 현감 이승경이 시사(詩社)를 만들어 창건한 것이다. 건물은 정면 4.5칸, 측면 2칸 규모의 팔작지붕집으로, 입구에는 현감 이후승경화청선비, 시사중결비, 시사제명비 등이 세워져 있다. 한편 읍원정 내부에는 불하당 김진민의 스승인 성당 김돈희가 쓴 ‘읍원정(揖遠亭)’, ‘호상소유(湖上小遊)’ 편액과 각종 시판과 주련이 있다.
읍원정 입구에 있는 <시사중결비>에 따르면 1929년경 양재 김재일이 사재를 털고 김용곤 등이 토지 349평을 희사하여 읍원정을 다시 중창했다고 한다.